# SRM Arms model 1216
SRM Arms model 1216 — полуавтоматическое гладкоствольное ружьё производства США.

## История
Оружие было разработано компанией «SRM Arms» из города Меридиан (штат Айдахо). Предсерийный прототип был впервые представлен на оружейной выставке «Shot Show 2008» в Лас-Вегасе, в 2009 году работы над отладкой конструкции были завершены.
В 2012 году был представлен полностью автоматический вариант ружья для государственных силовых структур (обеспечивающий возможность стрельбы в автоматическом режиме).

## Описание
Модель SRM 1216 — это дробовик, который изначально предназначался для гражданского рынка оружия. Конструкторы позаботились о том, чтобы сделать оружие максимально мобильным (достаточно лёгким и коротким).
SRM Arms 1216 отличается необычной конструкцией с нетипичной для дробовиков автоматикой с полусвободным затвором. Замедление открывания затвора осуществляется при помощи пары роликов (аналогично системе в оружии Heckler & Koch: G3 или MP5, а также в ранней версии автомата Stg.45 M).
Этот дробовик комплектуется подствольным съемным барабанным магазином емкостью 16 патронов, который представляет собой блок из четырёх параллельных трубчатых магазинов ёмкостью на 4 патрона каждый, в едином корпусе. Этот корпус поворачивается так, что подача патронов осуществляется только из одного — верхнего — магазина из блока.
Для снижения веса дробовик SRM Arms 1216 оснащен полимерным прикладом и корпусом, а необходимую прочность обеспечивает стальная ствольная коробка, которая состоит из двух половин, соединенных между собой поперечными штифтами по типу винтовки М16. Разбирается оружие быстро и легко. Рукоятка взведения, окно для выброса гильз и ручной предохранитель расположены с правой стороны.
В базовом варианте дробовик SRM Arms 1216 не оснащен штатными прицельными приспособлениями, однако на ствольной коробке есть планки Picatinny, на которые можно установить различные виды прицелов, ЛЦУ, фонарь и пр. Разработчикам удалось совместить в этом оружии целый ряд достоинств: небольшие габариты, многозарядность, тактическую мобильность, универсальное двустороннее управление.

## Варианты и модификации
- SRM Arms model 1216 — базовая модель, полуавтоматическое ружьё с 457 мм стволом и 16-зарядным магазином[1]
- SRM Arms model 1208 — вариант с 254 мм стволом и 8-зарядным магазином[1]
- SRM Arms model 1212 — вариант с 13-дюймовым стволом и 12-зарядным магазином[1]
- SRM Arms model 1216 MLE — автоматическое ружьё с 457 мм стволом и 16-зарядным магазином[1]